# Milovan Milačić
Milovan Milačić (Servisch: Милован Милачић) (Kotor, 16 mei 1982) is een Montenegrijns voormalig voetbalscheidsrechter. Hij was in dienst van FIFA en UEFA tussen 2018 en 2021. Ook leidde hij van 2014 tot 2021 wedstrijden in de Prva Crnogorska Liga.
Op 10 augustus 2014 leidde Milačić zijn eerste wedstrijd in de Montenegrijnse nationale competitie. Tijdens het duel tussen Sutjeska Nikšić en Rudar Plevlja (1–3 voor de bezoekers) trok de leidsman zesmaal de gele en eenmaal de rode kaart. In Europees verband debuteerde hij op 19 juli 2018 tijdens een wedstrijd tussen FK Žalgiris en KÍ Klaksvík in de eerste voorronde van de UEFA Europa League; het eindigde in 1–1 en Milačić trok tweemaal de gele kaart. Zijn eerste interland floot hij op 12 november 2020, toen Bosnië en Herzegovina met 0–2 verloor van Iran door doelpunten van Kaveh Rezaei en Mehdi Ghaedi. Tijdens deze wedstrijd toonde Milačić drie gele kaarten.
Eind 2021 maakte Milačić bekend per het einde van het kalenderjaar te stoppen als scheidsrechter. Naar eigen zeggen voelde hij zich beïnvloed bij zijn werk.

## Interlands
| Datum            | Plaats                          | Wedstrijd                    | Uitslag | Competitie        | Kreeg geel | Kreeg voor de tweede keer geel en dus rood | Weggestuurd |
| ---------------- | ------------------------------- | ---------------------------- | ------- | ----------------- | ---------- | ------------------------------------------ | ----------- |
| 12 november 2020 | Sarajevo, Bosnië en Herzegovina | Bosnië en Herzegovina – Iran | 0 – 2   | Vriendschappelijk | 3          | 0                                          | 0           |
| 4 juni 2021      | Skopje, Noord-Macedonië         | Noord-Macedonië – Kazachstan | 4 – 0   | Vriendschappelijk | 2          | 0                                          | 1           |